# Oláh Károly (labdarúgó, 1923)
Oláh Károly (szlovákul: Karol Oláh, ukránul: Карло Іванович Олаг, Kárlo Ivánovics Olág, oroszul: Карл Иванович Олаг, Kárl Ivánovics Olág) (Ungvár,1923 – Ungvár, 2001) csehszlovák, magyar, ukrán és szovjet labdarúgócsatár. A csehszlovák labdarúgó-bajnokság keretében megrendezett ifjúsági labdarúgótorna ezüstérmese (1938), a Felvidéki kupa Déli csoportjának győztese (1939), a magyar NB II Északi csoportjának 4. helyezettje (1944), az Ukrán labdarúgókupa győztese és háromszoros ukrán bajnok (1946, 1950, 1953). Később ukrán és szovjet labdarúgóedző és sportvezető.

## Pályafutása

### Játékosként
A labdarúgó pályafutását a csehszlovák labdarúgó-bajnokság szlovák csoportjában részt vevő ČsŠK és SK Rusj ungvári ificsapatokban kezdte. A ČsŠK-val döntőse volt a csehszlovák junior labdarúgó-bajnokságnak. Az első bécsi döntés (1938. november 2.) értelmében Felvidék és Kárpátalja egyes részeit visszacsatolták Magyarországhoz, és a visszatért területek futballcsapatai bekapcsolódhattak a magyar labdarúgó-bajnokságba. Oláh alig tizenhat évesen bekerült az SK Rusj Ungvár klub felnőttkeretébe, amely csapat az ő részvételével 1939-ben megnyerte a húsz év után ismét kiirt Felvidéki labdarúgókupa csoportmérkőzéseit, utána pedig az 1943/1944-es szezonban a megtisztelő 4. helyett harcolta ki az NB II Északi csoportjában. A következő szezonban azonban több meccset már nem tudott lejátszani a magyar második osztályban, mert jött a front, a bajnokság félbeszakadt, illetve az első osztályú fővárosi csapatok részvételével hadi-bajnokságként decemberig folytatódott. Az Ungvári SK Rusj ezzel befejezte magyarországi szereplését.
A második világháborút lezáró párizsi békeszerződések Kárpátalját a Szovjetunióhoz csatolták, és az Ukrajna része lett. 1945 tavaszán Oláh Károlyt több korábbi csapattársával együtt meghívták az újonnan szervezett Dinamo Uzsgorod klubhoz, de egy év múlva már átigazolt a szintén akkoriban létrehozott ungvári Szpartak ukrán másodosztályú csapathoz, amellyel 1946-ban elnyerte az első országos bajnoki címet. 1946 őszén visszatért az előző csapatához, amelyben két szezont töltött. 1949-től kezdődően azonban ismét a Szpartak Uzsgorod csapatát erősítette, amellyel másodszor, illetve harmadszor is megszerezte az országos bajnoki címet, valamint megnyerte az ukrán labdarúgókupát is. A kedvenc ungvári csapatánál töltött tíz eredményes szezont követően az aktív pályafutását befejezte, de a sporttal nem hagyott fel.

### Edzőként és sportvezetőként
A hatvanas években a Szpartak, illetve később Verhovinára átkeresztelt ukrán másodosztályú csapat vezetőedzőjének segítője volt és több éven keresztül adminisztrátorként is tevékenykedett. 1969-ben pedig őt megbízták a mestercsapat utánpótlásának az irányításával, amely feladatát egészen nyugdíjazásáig tisztességesen és becsületesen ellátta. Emellett majdhogy húsz éven keresztül aktívan részt vett a Kárpátaljai megyei labdarúgó-szövetség munkájában.

## Sikerei, díjai
Csehszlovák bajnokság
- Ifjúsági labdarúgótorna
  - ezüstérmes (1): 1938

Magyar bajnokság
- Felvidéki kupa Déli csoport 
  - kupagyőztes (1): 1939
- Magyar NB II Északi csoport
  - 4. hely (1): 1944

Ukrán bajnokság
- bajnok (3): 1946, 1950, 1953
- 4. hely (1): 1952
- labdarúgókupa győztes (1): 1950
- labdarúgókupa elődöntős (1): 1953

Szovjet bajnokság
- 4. hely (1): 1958
- labdarúgókupa negyeddöntős (2): 1946, 1955
- labdarúgókupa nyolcaddöntős (1): 1954

## Ajánlott irodalom
- Fedák László. Kárpátalja a sporteredmények tükrében (43., 115., 136. és 138. oldal). Ungvár: Karpati (1994) (ukránul)
- Krajnyanica Péter. A kárpátaljai labdarúgás története (46., 67., 110., 122., 123., 124., 127., 128., 135. és 137. oldal). Ungvár: Karpati (2004) (ukránul)
- Mihalina László. Otthon minden kő megsegít... (27., 30. és 58. oldal). Vác: Kucsák Könyvkötészet és Nyomda (2011)